# Sampaio (Tocantins)
Sampaio es un municipio brasileño del estado del Tocantins. Se localiza a una latitud 05º20'54" sur y a una longitud 47º52'23" oeste, estando a una altitud de 115 metros. Su población estimada en 2004 era de 2.589 habitantes.
Posee un área de 201,741 km².
Recibió ese nombre por su primer morador, José Sampaio.